# Francis Teitgen
Francis Teitgen est un avocat français, né le 8 mars 1952 à Courbevoie (Hauts-de-Seine).

## Biographie

### Origines familiales
Francis Bruno Teitgen est issu d'une famille originaire de Roussy-le-Village, commune située dans le département de la Moselle et dont plusieurs membres se sont illustrés, dans le droit et en politique.
Né le 8 mars 1952 à Courbevoie (Hauts-de-Seine), il est le fils du résistant et homme politique Pierre-Henri Teitgen.

### Formation
Au sein de l'université Paris-1 Panthéon-Sorbonne, il obtient un diplôme d'études supérieures de droit des affaires et de droit public et un diplôme du centre universitaire d'études des Communautés européennes.
Il obtient le certificat d’aptitude à la profession d’avocat (CAPA) en 1977.

### Carrière professionnelle
Francis Teitgen entre en 1977 au « cabinet d'Ornano », fondé par Georges Pinet et Henri Leclerc en 1973.
En 1984, il crée le cabinet Mignard, Teitgen, Grisoni & associés qui emploie Ségolène Royal en 1994 et François Hollande en 1997.
Président de l'Union des jeunes avocats de Paris en 1991-1992, il est membre du conseil de l'ordre de 1993 à 1995 et en 2002 ; ancien membre du conseil national des barreaux de 1997 à 1999, il est élu bâtonnier du barreau de Paris en 2000 (bâtonnat 2000 et 2001).
Francis Teitgen a une brève carrière dans la presse en devenant, en décembre 2001, le no 2 du premier quotidien français, Ouest-France, dont son père avait été l'un des fondateurs à la Libération. Il quitte le quotidien au printemps 2006 en raison « de divergences sur l'organisation et la conduite du groupe » avec le PDG François-Régis Hutin. Francis Teitgen redevient alors avocat comme associé au sein du cabinet américain Weil Gotshal & Manges. Il est pressenti fin 2007 pour la présidence du quotidien Le Monde.
En octobre 2011, il cofonde, Teitgen Werl Avocats, un cabinet exclusivement consacré au contentieux des affaires,.

## Prises de position
En 1986, à la suite de la mort de Malik Oussekine, il crée, avec Jean-Pierre Mignard, François Hollande, Bernard Kouchner ou Jacques Lebas, un « groupe de surveillance de la liberté constitutionnelle de manifester », ou « casques blancs » destinés à garantir le droit à manifester sans violence policière.
Francis Teitgen est élu en 1998, plus jeune bâtonnier du barreau de Paris, après avoir fait campagne au nom de Union des jeunes avocats contre l'ordre des avocats, accusé de « paralysie structurelle », d'« incapacité à prendre position dans les grands débats de société et dans ceux qui concernent la profession d'avocat ».
En tant que bâtonnier, il énerve certains de ses confrères par ses prises de position partisanes. C’est ainsi qu’il consacre la une du bulletin du barreau de Paris le 12 septembre 2000 à chanter les louanges de Robert Badinter, ancien Garde des Sceaux : « En refermant le livre de Robert Badinter, L’Abolition, j’ai ressenti pour notre barreau une immense fierté. C’est le combat d’un avocat opiniâtre, généreux, pétri d’humanité, pour lequel une vie est la valeur suprême, qui a changé le visage de la France. Robert Badinter est l’un des nôtres et nous devons continuer de livrer avec lui la bataille contre la peine de mort, pour la faire disparaître de notre planète. ».
Il s'intéresse particulièrement dès 2000 à la formation des jeunes avocats, qu'il juge insuffisante. Il est plus tard président de l'institut de formation en droits de l'homme du barreau de Paris (IFDHBP).
En décembre 2011, il intègre l'équipe de campagne de François Bayrou, au sein du pôle « institutions, sécurité et libertés publiques ».

## Distinctions
- Chevalier de la Légion d'honneur [15],[1]
- Chevalier de l'ordre national du Mérite [1].

## Pour approfondir